# Poecilotriccus sylvia
El  titirijí gris (Poecilotriccus sylvia) es una especie de ave paseriforme de la familia Tyrannidae perteneciente al género Poecilotriccus. Es nativo de México, América Central y del norte de Sudamérica. 

## Nombres comunes
Se le denomina también espatulilla cabecigrís (en México, Costa Rica y Panamá), espatulilla gris (en Nicaragua y México), espatulilla rastrojera (en Colombia), mosquerito todi cabecigrís (en Honduras) o titirijí cabecicenizo (en Venezuela).

## Distribución y hábitat
Es la única especie de su género a ser encontrada al norte de Darién. Se distribuye de forma fragmentada desde el sureste de México, por la pendiente caribeña de América Central de Guatemala, Belice, Honduras, Nicaragua, Costa Rica hasta Panamá, y también por la pendiente del Pacífico desde Nicaragua hasta el este de Panamá; en el norte, centro y noreste de Colombia, norte y centro de Venezuela, oeste de Guyana y adyacencias del extremo norte de Brasil, Guayana Francesa, y noreste de Brasil.
Esta especie es considerada bastante común en sus hábitats naturales: el denso enmarañado de clareras en regeneración y los bordes de bosques húmedos y también caducifolios hasta los 1000 m de altitud.

## Sistemática

### Descripción original
La especie P. sylvia fue descrita por primera vez por el naturalista francés Anselme Gaëtan Desmarest en 1806 bajo el nombre científico Todus sylvia; se desconoce su localidad tipo, probablemente es: «Cayena, Guayana Francesa».

### Etimología
El nombre genérico masculino «Poecilotriccus» se compone de las palabras del griego «poikilos» que significa  ‘multicolor’, ‘manchado’, y « τρικκος trikkos»: pequeño pájaro no identificado; en ornitología, «triccus» significa «atrapamoscas tirano»; y el nombre de la especie «sylvia» en latín moderno significa ‘duende del bosque’, ‘pequeño pájaro del bosque’ o ‘curruca’.

### Taxonomía
Las subespecies se diferencian muy poco. La especie descrita Todirostrum hypospodium Berlepsch, 1907 es un sinónimo de P. s. superciliaris.

### Subespecies
Según las clasificaciones del Congreso Ornitológico Internacional (IOC)  y Clements Checklist/eBird se reconocen cinco subespecies, con su correspondiente distribución geográfica:
- Poecilotriccus sylvia schistaceiceps (P.L. Sclater, 1859) – desde el sur de México (desde el sur de Veracruz y norte de Oaxaca) al sur hasta Panamá (al este hasta la Zona del Canal).
- Poecilotriccus sylvia superciliaris (Lawrence, 1871) – nort y centro de Colombia (costa caribeña, valles del Magdalena y del Cauca, en el medio valle del Dagua en la pendiente del Pacífico de los Andes occidentales, y al sur hasta el oeste de Meta por la pendiente oriental).
- Poecilotriccus sylvia griseolus (Todd, 1913) – norte y centro de Venezuela y extremo oriental de Colombia.
- Poecilotriccus sylvia sylvia (Desmarest, 1806) – extremo norte de Brasil (a lo largo del Río Branco en el noreste de Roraima), suroeste de Guyana y Guayana Francesa.
- Poecilotriccus sylvia schulzi (Berlepsch, 1907) – noreste de Brasil (este de Pará hacia el este hasta Piauí).